# Беатриса Кастильська (1293—1359)
Беатри́са (ісп. Beatriz; 8 квітня 1293, Торо — 25 жовтня 1359, Лісабон) — кастильська інфанта, королева Португалії (1325—1359). Представниця кастильської Бургундської династії. Народилася в Торо, Кастилія. Дочка кастильського короля Санчо IV і кастильської інфанти Марії де Моліни. Дружина португальського короля Афонсу IV (з 1309). Матір кастильської королеви Марії та португальського короля Педру І. Разом із свекрухою, королевою Ізабелою, виступала посередником під час португальської міжусобної війни (1322—1324) і португальсько-кастильського конфлікту (1336—1339). Замирила чоловіка Афонсу із сином Педру після смерті Інес де Кастро (1355). Померла в Лісабоні, Португалія. Похована у Лісабонському соборі. Також — Беатрі́с, Беатри́са (II) Касти́льська (ісп. Beatriz de Castilla, порт. Beatriz de Castela).

## Біографія
Беатриса народилася 8 квітня 1293 року в Торо, в родині кастильського короля Санчо IV і Марії де Моліни. Дівчина мала шістьох братів і сестер, серед яких були майбутній кастильський король Фернандо IV та арагонська королева Ізабела.
13 вересня 1297 року, за умовами Альканісеського договору, 4-річна Беатриса була заручена з португальським інфантом 6-річним Афонсу (згодом — королем Афонсу IV), сином португальського короля Дініша. Того ж року вона переїхала до Португалії, де росла і виховувалася при королівському дворі. На знак заручин Дініш дарував Беатрисі сеньйорії Евори, Віли-Вісози, Віли-Реал і Віли-Нова-де-Гайя, щорічний дохід яких становив 6 тисяч фунтів золота.
12 вересня 1309 року Беатриса офіційно одружилася з Афонсу в Лісабоні. Незважаючи на те, що наречені мали спільного прадіда Альфонсо X, шлюб було санкціоновано папою Боніфацієм VIII ще в 1301 році. Вінчання тривалий час відкладали, допоки Беатрисі не виповнилося 16 років. Подружжя було щасливим. Беатриса мала сімох дітей, з яких чотири померли не досягши повноліття. Всупереч традиції португальських монархів Афонсу не заводив коханок і все життя був вірним своїй дружині. Він дарував їй численні сеньйорії у Віані-ду-Алентежу (1321), Сантарені (1325), Аталаї (1337), Аленкері (1341).
У 1322—1324 роках Беатриса, разом зі своєю свекрухою, королевою Ізабелою, підтримували Афонсу в міжусобній війні проти батька Дініша й зведеного брата Афонсу Саншеша. Згодом, обидві грали провідну роль в державних справах країни.
7 січня 1325 року, після смерті Дініша й інтронізації Афонсу IV, Беатриса стала королевою-консортом Португалії. Подібно до свекрухи, вона займалася підтримували злиденних і хворих, жертвувала великі кошти на релігійні та суспільні заклади. Зокрема, 1329 року королева заснувала шпиталь для бідних при Лісабонському соборі, де щоденно надавалися послуги усім нужденним.
Під час португальсько-кастильської війни в 1336—1339 роках Беатриса брала активну в португальській зовнішній політиці. Вона особисто зустрічалася в Бадахосі з кастильським королем Альфонсо XI, своїм зятем, безуспішно намагаючись замирити його зі своїм чоловіком. 1338 року королева надіслала послів до Арагонського королівства, щоб укласти союз проти Кастилії. Вона домовилася про шлюб свого сина, інфанта Педру з арагонською інфантою Бланкою, проте той відмовився зважаючи на хворобу нареченої.
1355 року Беатриса і бразький архієпископ Гільєрме де ла Гарде виступили посередниками під час війни Афонсу IV з сином Педру, спричиненої вбивством Інес де Кастро, коханої дружини останнього. Міжусобиця скінчилася, але коштувала життя королю, який помер за два роки.
1357 року Беатриса стала королевою-матір'ю внаслідок сходження на престол Педру І. Він дарував їй сеньйорії в Обідуші, Атогії, Торреш-Новаші, Орені, Порту-де-Моші та Шільєйруші.
Беатриса померла 25 жовтня 1359 року в Лісабоні, у віці 66 років. Перед смертю вона заповідала своє майно Церкві, зокрема орденам домініканців і францисканців. Королеву поховали у столичному катедральному соборі, поруч із гробниці чоловіка Афонсу, у вбранні простої черниці-францисканки, як вона того і бажала. За правління короля Жуана І обох перепоховали у головній каплиці цього ж собору. 1755 року оригінальні саркофаги Беатриси та Афонсу були зруйновані під час Лісабонського землетрусу. Їх замінили на нові наприкінці XVIII століття.

## Родина

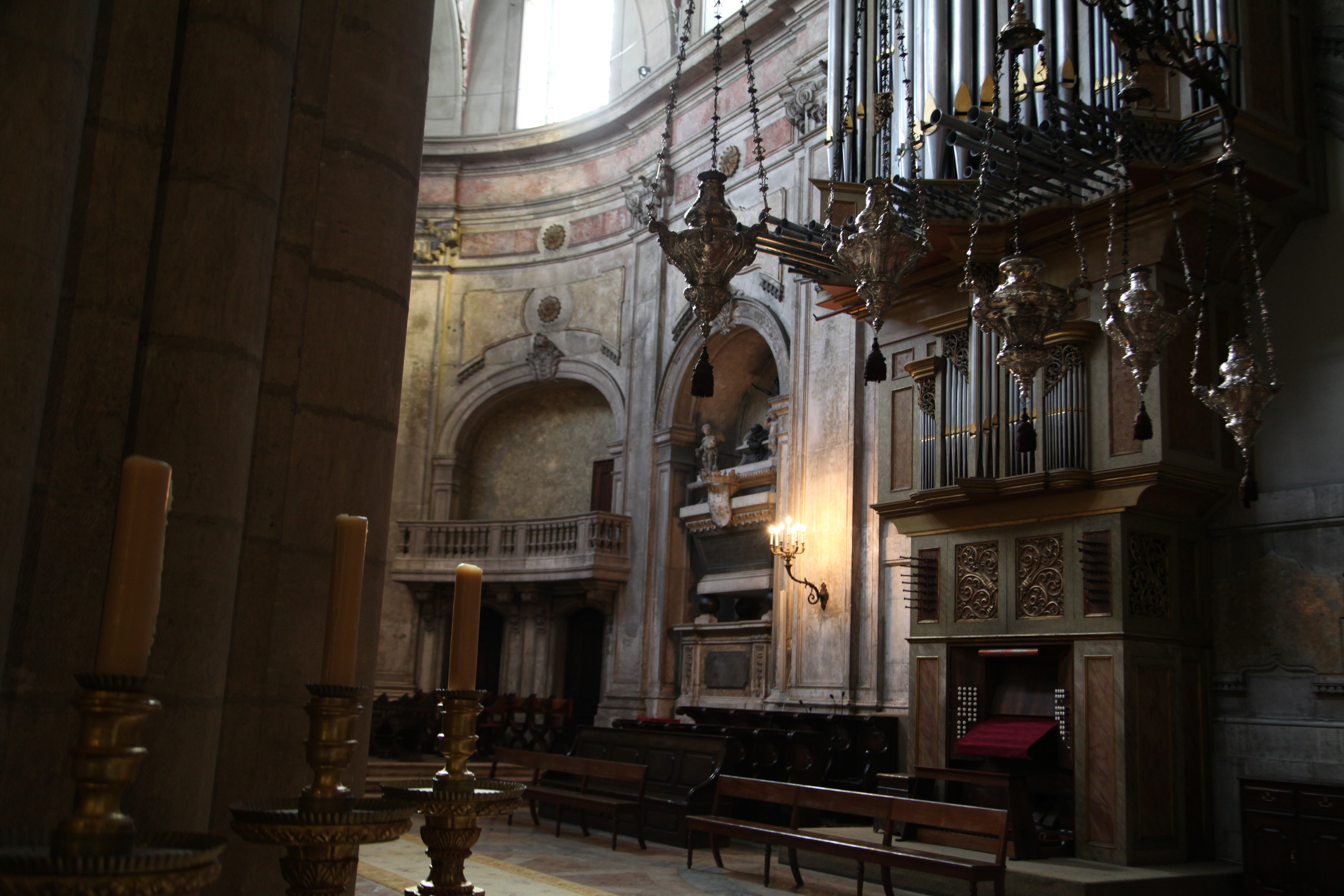
Гробниця Беатриси в Лісабонському соборі

Чоловік — Афонсу IV (1291—1357), король Португалії (1325—1357).
Діти:
- Марія (1313—1357) — португальська інфанта ∞ Альфонсо XI, кастильський король.
- Афонсу (1315—1317) — португальський інфант; помер у дитинстві.
- Дініш (1317) — португальський інфант; помер у дитинстві.
- Педру I (1320—1367) — король Португалії (1357—1367).
- Ізабела (1324—1326) — португальська інфанта; померла в дитинстві.
- Жуан (1326—1327) — португальський інфант; помер у дитинстві.
- Леонора (1328—1348) — португальська інфанта ∞ Педро IV, арагонський король.